# Betoningslijn

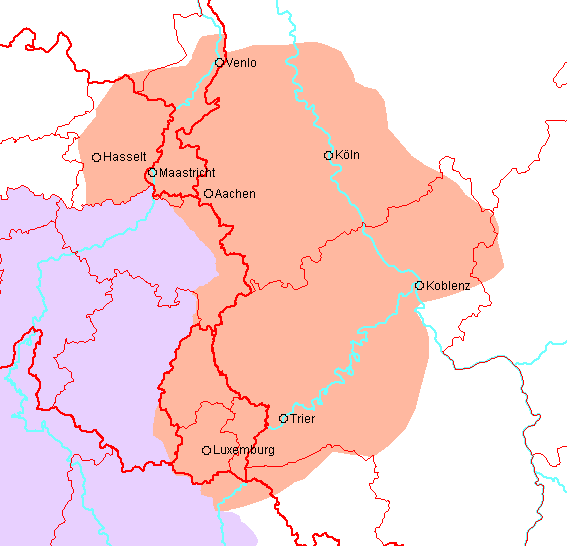
Betoningslijn in de Benelux en Duitsland

De Betoningslijn is de belangrijkste isoglosse die het Limburgse taalgebied afscheidt van het Brabantse taalgebied. Ten oosten van de Betoningslijn in Nederland en België gebruikt men de Stoottoon en sleeptoon